# 후쿠다정
후쿠다정(福田町)은 오카야마현 고지마군에 있던 정이다. 현재의 구라시키시에 해당한다.

## 개요
이전에는 인접하는 아사구치군 쓰라지마정과 합병해 미즈시마시를 건설하는 구상이 있었지만, 구라시키시의 미즈시마 철도 매수 및 미쓰비시 석유 제유 공장의 입지 조사 개시에 의해, 구라시키시의 재정력에 의해서 공업화를 진행시킬 필요성이 높아졌기 때문에 단념하고 있다.

## 역사
- 1889년 6월 1일 - 정촌제 시행에 의해 고지마군 후쿠다촌이 발족하였다.
- 1945년 6월 22일 - 미즈시마가 공습하여. 미즈시마 항공기 제작소가 폭격당해 피해를 입었다.
- 1949년 - 구라시키시로부터 합병 신청을 받았다.
- 1953년 6월 1일 - 구라시키시에 편입, 동일 후쿠다정은 폐지되었다.

## 교통

### 철도
- 구라시키 시영철도(현 미즈시마 임해철도 미즈시마 본선)

### 항만
- 미즈시마항

## 참고문헌
- 福田町誌編纂委員会『福田町誌』昭和33年9月1日発行